# 奥林皮乌诺罗尼亚
奥林皮乌诺罗尼亚是巴西米纳斯吉拉斯州的一个市镇。总面积53.93平方公里，总人口2505人，人口密度46.4人/平方公里。